# Semiothisa balteata
Semiothisa balteata là một loài bướm đêm trong họ Geometridae.